# Адміністративний устрій Чернігівського району (Запорізька область)
Адміністративний устрій Чернігівського району — адміністративно-територіальний устрій Чернігівського району Запорізької області на 1 селишну раду і 11 сільських рад, які об'єднують 41 населених пунктів та підпорядковані Чернігівській районній раді. Адміністративний центр — смт Чернігівка.

## Список радЧернігівського району
| №  | Назва                            | Центр              | Населені пункти | Загальний склад ради | Площа км² | Місце за площею | Населення (2001), чол. | Місце за населенням |
| -- | -------------------------------- | ------------------ | --- | -------------------- | --------- | --------------- | ---------------------- | ------------------- |
| 1  | Чернігівська селищна рада        | смт Чернігівка     | смт Чернігівка с-ще Верхній Токмак Перший с-ще Верхній Токмак Другий с. Котлярівка с. Могиляни с. Пірчине с. Чернігово-Токмачанськ | 30                   | 235,270   | 1               | 8443                   | 1                   |
| 2  | Богданівська сільська рада       | с. Богданівка      | с. Богданівка с. Бойове с. Замістя с. Зелений Яр с. Мокрий Став                                                                    | 16                   | 125,860   | 2               | 1471                   | 4                   |
| 3  | Верхньотокмацька сільська рада   | с. Верхній Токмак  | с. Верхній Токмак с. Нижній Токмак                                                                                                 | 16                   | 64,310    | 9               | 1200                   | 6                   |
| 4  | Владівська сільська рада         | с. Владівка        | с. Владівка с. Степове | 16                   | 47,240    | 10              | 1133                   | 8                   |
| 5  | Ільїнська сільська рада          | с. Ільїне          | с. Ільїне с. Калинівка с. Олександрівка с. Тарасівка с-ще Красне                                                                   | 14                   | 119,780   | 3               | 1089                   | 9                   |
| 6  | Новоказанкуватська сільська рада | с. Новоказанкувате | с. Новоказанкувате с. Крижчене с. Петропавлівка                                                                                    | 14                   | 6,700     | 12              | 1010                   | 11                  |
| 7  | Новомихайлівська сільська рада   | с. Новомихайлівка  | с. Новомихайлівка | 12                   | 90,170    | 4               | 992                    | 12                  |
| 8  | Новополтавська сільська рада     | с. Новополтавка    | с. Новополтавка с. Зоря | 17                   | 67,610    | 8               | 1788                   | 2                   |
| 9  | Обіточненська сільська рада      | с. Обіточне        | с. Обіточне с. Салтичія | 16                   | 67,920    | 7               | 1345                   | 5                   |
| 10 | Просторівська сільська рада      | с. Просторе        | с. Просторе с. Квіткове с. Довге с. Розівка                                                                                        | 16                   | 81,500    | 6               | 1551                   | 3                   |
| 11 | Стульневська сільська рада       | с. Стульневе       | с. Стульневе с. Кам'янка с-ще Стульневе                                                                                            | 16                   | 42,830    | 11              | 1041                   | 10                  |
| 12 | Широкоярська сільська рада       | с. Широкий Яр      | с. Широкий Яр с. Балашівка с. Благодатне с. Ланкове с. Хмельницьке                                                                 | 16                   | 83,400    | 5               | 1138                   | 7                   |

* Примітки: м. — місто, смт — селище міського типу, с. — село, с-ще — селище